# Zero Install
Zero Install – technika dystrybucji oraz uruchamiania pakietów instalacyjnych oprogramowania przeznaczonego dla systemów operacyjnych z rodziny Linux i Uniksopodobnych.

## Sposób działania
W przeciwieństwie do standardowej metody, w której pakiet instalacyjny przed użyciem jest pobierany, wypakowywany i instalowany, pakiety dystrybuowane za pomocą techniki Zero Install wymagają jedynie pobrania i uruchomienia (zazwyczaj dostarczany jest w formacie Application Directory – katalog zawierający wszystkie potrzebne do uruchomienia pliki, dla użytkownika widziany jako pojedynczy plik; w podobnej formie rozpowszechniane jest oprogramowanie dla systemu operacyjnego OS X).
Użytkownik końcowy potrzebuje zainstalowanego w systemie pakietu zeroinstall-injector oraz adresu URI z interesującym go oprogramowaniem; po podaniu adresu (z poziomu interfejsu graficznego bądź też tekstowego) następuje akceptacja klucza GPG, pobranie pakietu wraz z wymaganymi bibliotekami, przeniesienie go do systemowej pamięci podręcznej i uruchomienie.
Pierwotna wersja Zero Install, powstała z połączenia dwóch pakietów: modułu dla jądra systemu Linux obsługującego system plików lazyfs oraz daemona Zero Install który dostarczał nowe oprogramowanie. W późniejszym czasie cały system został zastąpiony zestawem narzędzi działających w przestrzeni użytkownika nazwanych "the Injector", napisanych w języku Python; całość klasyfikowana jest jako menedżer pakietów działający niezależnie od dystrybucji systemu.

## Zalety
Pewnymi zaletami Zero Install są:
- Brak potrzeby podawania hasła użytkownika root; pakiety instalowane są w lokalizacjach do których prawa zapisu ma aktualnie zalogowany użytkownik. Tym samym są one niedostępne dla innych.
- Modularyzacja systemu pozwala na zainstalowanie dodatkowych pakietów w ramach potrzeby, w późniejszym czasie; np. tłumaczenie oprogramowania może być zainstalowane, gdy będzie dostępne i nie spowoduje to utraty spójności całego pakietu.
- Oprogramowanie dystrybuowane w ten sposób dostępne jest zawsze, o ile system operacyjny posiada dostęp do internetu.